# Tryb awaryjny
Tryb awaryjny (ang. safe mode) – tryb diagnostyczny systemu operacyjnego obsługujący podstawowe czynności komputera osobistego oraz urządzeń przenośnych takich jak smartfon, czy laptop. W trybie awaryjnym uruchamiane są podstawowe sterowniki urządzeń, a wczytywany zakres usług jest okrojony. Tryb awaryjny często pomaga rozwiązać problemy z komputerem, w tym te spowodowane infekcją systemu szkodliwym oprogramowaniem. Niemożność uruchomienia trybu awaryjnego może świadczyć o problemach sprzętowych.